# 仓库遗址
仓库遗址，位于中国青海省循化县查汗都斯乡中庄村，为第四批青海省文物保护单位，公布日期为1986年5月27日，类型为古遗址。
仓库遗址的历史年代为马家窑类型、卡约文化。